# Rocca de Villalago
La Rocca de Villalago est un château situé dans la ville de Villalago, province de L'Aquila, dans les Abruzzes.